# (3462) Zhouguangzhao
(3462) Zhouguangzhao ist ein Asteroid des Hauptgürtels, der am 25. Oktober 1981 am Purple-Mountain-Observatorium in Nanjing entdeckt wurde.
Benannt wurde der Asteroid nach dem chinesischen Physiker Zhou Guangzhao.